# Cordia ramirezii
Cordia ramirezii är en strävbladig växtart som beskrevs av J. Estrada Sánchez. Cordia ramirezii ingår i släktet Cordia, och familjen strävbladiga växter. Inga underarter finns listade i Catalogue of Life.